# Пархар
Фархор (тадж. Фархор) — посёлок городского типа, административный центр Пархарского района Хатлонской области Республики Таджикистан.
Расположен в долине реки Пяндж в 198 км к юго-востоку от Душанбе и менее чем 2 км от афганской границы. Координаты: 37°30' северной широты и 69°24' восточной долготы.
Имеется маленький аэропорт, и работает хлопкоочистительный завод.

## История
В Пархарском районе имеется большое количество памятников разных времен, самые ранние из которых относятся к каменному веку. Раннесредневековым временем датируется городище Шуртепа или Мазартепа, расположенное в 3 км к северу от Пархара.
В средние века территория современного Пархарского района входила в состав исторической области Хутталан. В средневековых источниках название Фархора приводится в форме «Фāргар» (перс. فارغر‎) или «Бāргар» (перс. بارغر‎) и локализуется между реками Паргар и Ахшу.
В «Шахнаме» Фирдоуси топоним «Фаргар» упоминается в связи с событиями, происходившими во времена туранского царя Афрасиаба.
В X веке Пархар был цветущим городом с развитым земледелием и большим населением. В XVII веке он упоминается под названием «Фāрхар» (перс. «فارخر»‎).
Современный Пархар, на месте которого локализуется средневековый город Паргар, упоминается в источниках, начиная с XVII века в форме перс. «فارخر»‎ (Фāрхар).

## Население
Население по оценке на 1 января 2015 года составляет 22 900 человек.
| 2019   | 2020   | 2021   | 2022   |
| ------ | ------ | ------ | ------ |
| 24 800 | 25 300 | 27 300 | 27 700 |

## База ВВС Индии
В Пархаре располагается единственная военная база Индии «Фархор», расположенная вне её государственных границ и используемая ВВС Индии.